# Jarosław Karpuk
Jarosław Karpuk (ur. 20 lutego 1964 w Katowicach) – polski aktor filmowy i teatralny. Absolwent Państwowej Wyższej Szkoły Teatralnej im. Ludwika Solskiego w Krakowie w 1986.
Pracował w Teatrze Śląskim oraz Teatrze Polskim w Bielsku-Białej.
Od 2006 związany z Teatrem Nowym w Zabrzu.
W 2010 nominowany do Nagrody im. Leny Starke za rolę Jacka w spektaklu Pół żartem, pół sercem w reżyserii Tomasza Obary.
W 2014 zdobywca Nagrody im. Leny Starke za rolę Marmieładowa w spektaklu Zbrodnia i Kara w reżyserii Krzysztofa Prusa.
W 2019  wyróżniony odznaką honorową „Zasłużony dla Kultury Polskiej”.

## Filmografia
- 2007: Święta wojna – obsada aktorska (prezes)
- 2008: Sędzia Anna Maria Wesołowska – obsada aktorska (role pierwszoplanowe)
- 2009–2012: W11 – Wydział Śledczy (5 odcinków) – obsada aktorska (role pierwszoplanowe)
- 2011: Klan – obsada aktorska (kolega II)
- 2011: Na Wspólnej – obsada aktorska (leśniczy)
- 2012: Szpiedzy w Warszawie – obsada aktorska (ukraiński bandyta)